# Atena Pàrtenos
Atena Pàrtenos (en grec antic Παρθένος Ἀθηνᾶ, Atena la verge) és el nom de la majestuosa escultura criselefantina de la deessa grega Atena, obra de Fídies. Rebia el nom d'un epítet de la mateixa deessa, i estava allotjada al Partenó de l'Acròpoli d'Atenes, a la seva cel·la. Se n'han realitzat diverses rèpliques i obres inspirades en ella, tant antigues com modernes.
Va ser la imatge de culte més famosa d'Atenes, considerada un dels grans èxits de l'escultor més aclamat de l'antiga Grècia. Fídies va començar la seva obra al voltant del 447 aC, Làcares va retirar les làmines d'or el 296 aC per pagar les seves tropes, i el bronze va ser probablement daurat més tard. Va resultar danyada per un incendi cap al 165 aC, però va ser restaurada posteriorment.
Continuava estant al Partenó al segle v, quan va poder haver-se perdut en un altre incendi. Un relat l'esmenta, però, a Constantinoble durant el segle x.
L'obra va tenir un gran impacte entre els seus contemporanis, fins al punt que va donar origen a una tradició d'estàtues criselefantines, com l'estàtua de Zeus a Olímpia, del mateix Fídies, i diverses obres d'altres escultors als santuaris dels segles V i IV aC.

## Descripció
L'historiador antic Pausànies dona una descripció de l'estàtua:
| « | L'estàtua en si està feta de vori i or. Al mig de l'elm hi té representada l'Esfinx (...) i als costats grius en relleu. (...) L'estàtua d'Atena està dreta, amb una túnica que li arriba als peus, i sobre el seu pit hi té el cap de Medusa tallat en ivori. Sosté una Niké de quatre colzes d'alçada (1,92 m) i una llança a l'altra mà, als peus hi jeu un escut i prop de la llança hi ha una serp. Aquesta serp podria ser Erictoni. Al pedestal s'hi representa el naixement de Pandora en relleu. | » |
| — Traducció: Humanitas Blog, http://humanitas-atis.blogspot.com.es/2017/07/el-temple-datena-partenos.html | |   |

El tipus general de l'Atena Pàrtenos, tot i que no el seu caràcter i qualitat, es pot afigurar a partir de la seva imatge en monedes i per les seves reproduccions en miniatures esculpides, com objectes votius, i en les representacions sobre gemmes gravades.
El cap d'Atenea apareix lleugerament inclinat cap endavant. Està dreta amb la mà esquerra posada sobre un escut vertical. El seu genoll esquerre està lleugerament doblegat, el seu pes desplaçat lleugerament cap a la seva cama dreta. El seu xitó està ajustat a la cintura per un parell de serps, les cues de les quals s'entrellacen a l'esquena. Els flocs del pèl cauen sobre el pit de la deessa. La Nike de la seva mà dreta estesa és alada: s'ha discutit molt sobre si hi havia un suport sota l'original de Fídies sent contradictòries les versions conservades. Hi ha reproduccions on el braç dret se sosté sobre una columna, probablement un recurs per sostenir-lo.
La posició exacta d'una llança, sovint omesa, no s'ha determinat completament, si estava al braç dret d'Atenea o sostinguda per una de les serps de l'ègida, tal com N. Leip la va restaurar, seguint la gemma Aspasi.
L'escultura va ser muntada sobre un nucli de fusta, cobert amb plaques de bronze modelades i recobertes al seu torn amb làmines d'or desmuntables, excepte en les superfícies de vori de la cara i els braços de la deessa. L'or pesava 44 talents, l'equivalent d'uns 1.140 kg: l'Atena Pàrtenos suposava una part considerable del tresor d'Atenes.
El cost devia estar a prop dels 700 talents, la mateixa quantitat que una flota de 230 trirrems. L'obra original de Fídies tenia unes dimensions que arribaven els 26 colzes d'alçada (12 metres aproximadament, comprès el pedestal, d'1,50 metres d'alt).

## Còpies antigues
L'Atena Varvakeion, una còpia romana de marbre de l'Atena Pàrtenos, del segle ii, està exposada al Museu Arqueològic Nacional d'Atenes i és considerada la més fidel a l'original. Una altra còpia es troba al Museu del Louvre. Una altra còpia està exposada al Museu Nacional Romà. L'escut de l'estàtua es troba al Museu Britànic.